# Melemaea antiquorum
Melemaea antiquorum là một loài bướm đêm trong họ Geometridae.